# Площадь Синьории (Падуя)
Площадь Синьории (итал. Piazza dei Signori o Piazza della Signoria) — одна из площадей исторического центра города Падуя. На протяжении веков она была местом проведения гражданских праздников, рыцарских турниров и местом официальных церемоний, в отличие от соседних Пьяцца делле Эрбе и делла Фрутта, которые в большей степени имели коммерческие функции. Площадь известна знаменитой Часовой башней.

## История
Площадь возникла в XIV веке в результате сноса древнего квартала, который простирался перед погостом церкви Сан-Клементе, в результате городской реконструкции, продвигаемой сеньором Падуи Убертино да Каррара. Открытое пространство площади было призвано придать важность восточному порталу строящегося дворца. Благодаря правильной прямоугольной форме площадь стала естественной ареной турниров. Первоначально получила название от семьи сеньоров Каррарези. Конфликт, переросший в войну между семьями Каррарези и Висконти в конце XIV века настолько повредил площадь и здания на ней, что на какое-то время она стала заброшенным пустырём. В 1420-х годах венецианцы начали работу по восстановлению пространства, которое стало основным местом проведения гражданских мероприятий: турниров, рыцарских поединков, концертов и музыкальных представлений. В Масленичный четверг устраивалась большая охота на быка. 17 июля 1509 года здесь прошли великие торжества в честь отвоевания Падуи венецианцами. После речи Алессандро Гавацци 9 мая 1848 года площадь получила имя «Пьяцца Пио IX», и стала центром анти-австрийского народного движения. Позднее её переименовали в площадь Единства Италии, вернув название площади Синьории в фашистскую эпоху.
В древности площадь была вымощена терракотой, уложенной ёлочкой, которая с XVIII века постепенно заменялась плитами эвганского трахита.
На площади до 1785 года находился монументальный колодец, украшенный мраморными колоннами и пушечными ядрами. В 1785 году его сравняли с землей и закрыли декоративной плитой.
Сегодня на площади по утрам работает часть городского рынка, но когда-то она была предназначена только для прогулок и дискуссий.

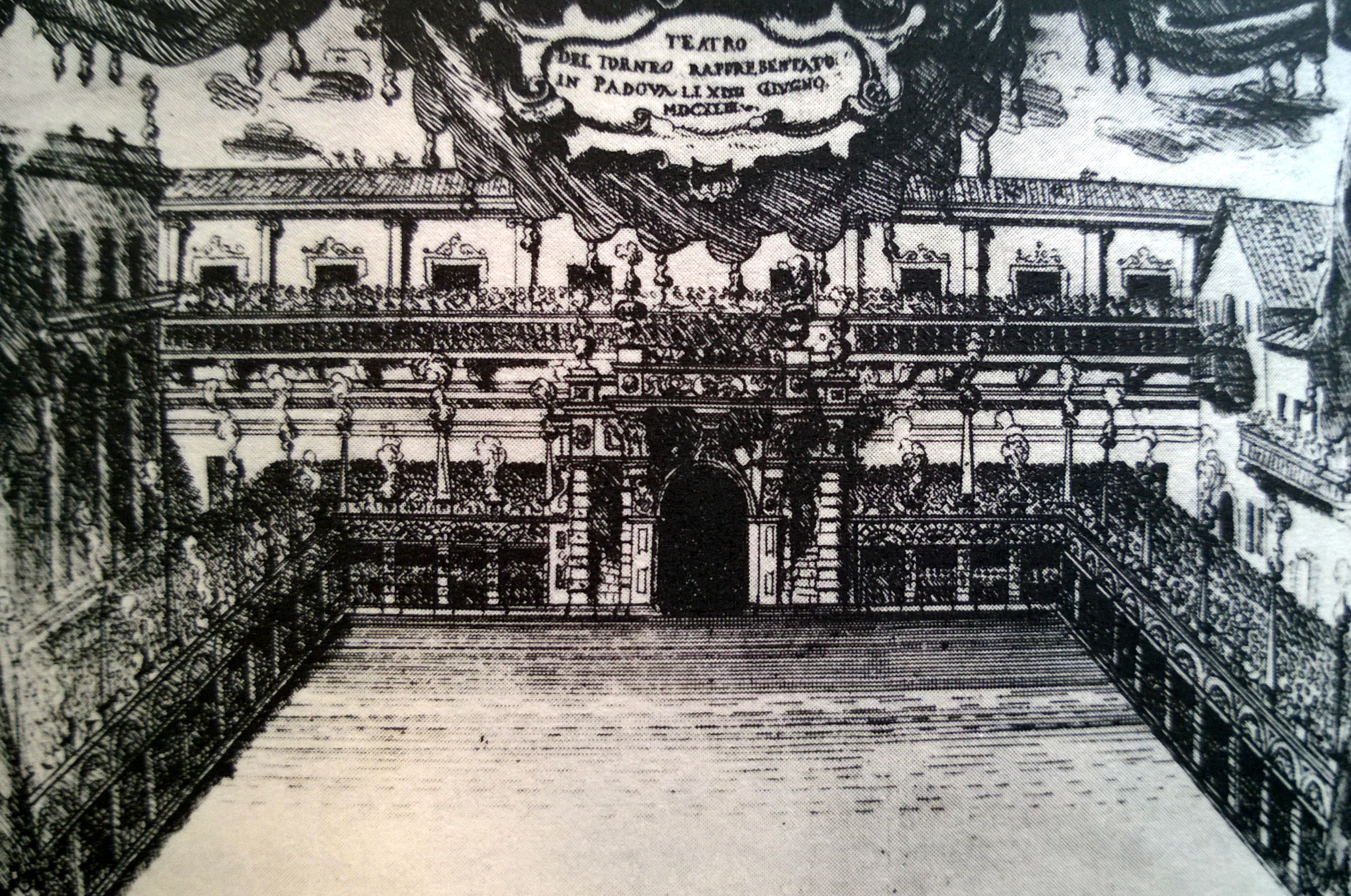
Площадь, украшенная и подготовленная к турниру, состоявшемуся в праздник Святого Антония в 1643 году.

## Описание

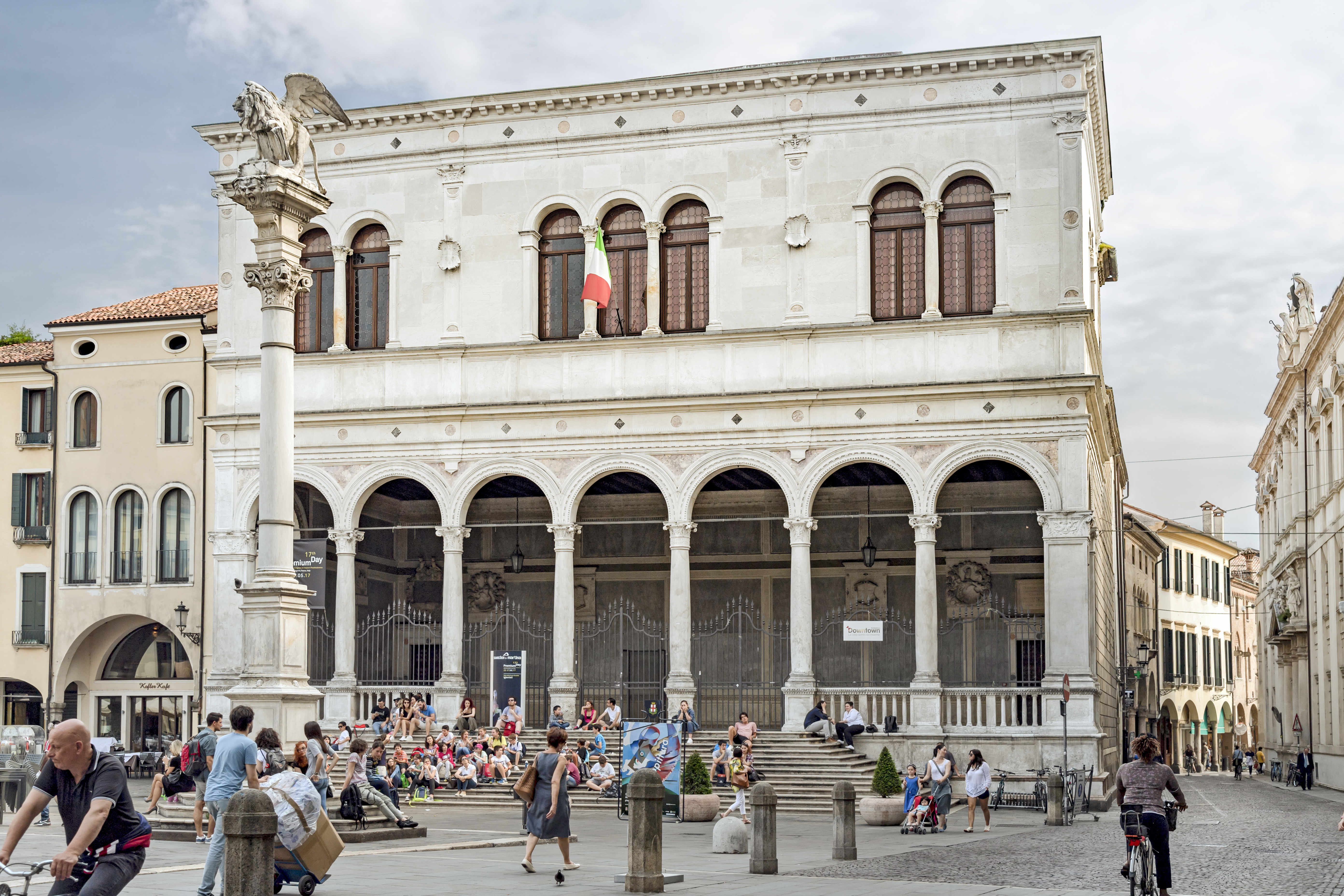
Колонна Марциана и Лоджия дель Консильо

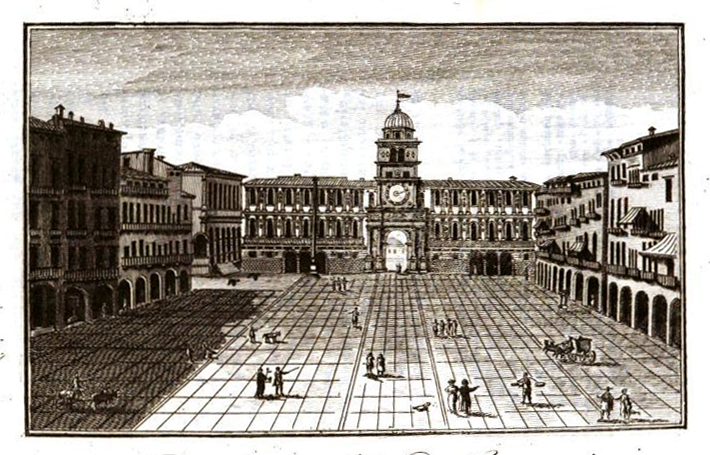
Площадь в 18 веке

Площадь имеет прямоугольную форму. Окружающие её здания разных эпох и стилей в основном построены на фундаментах XIV—XV веков. Некоторые из них сохранили средневековые и ренессансные украшения.
- На западной стороне площади доминирует Часовая башня, окруженная симметричными дворцами Капитанио и Камерленги, строениями XVI и XVII веков в стиле маньеризма. В двух нишах, одна в правом здании, другая в левом, находятся бюсты Сан-Просдочимо и Сант-Антонио: две каменные скульптуры Нанто были замурованы в своих нишах во время антиклерикальных гонений наполеоновской оккупации и вновь были раскрыты при Реставрации 1890-х годов.

- Слева на тротуаре возвышается Колонна Марчиана: памятник середины восемнадцатого века, собранный из более старых частей, в том числе мраморной колонны и капители римской эпохи, найденной в 1764 году возле церкви Сан-Марко. Колонна была воздвигнута в 1787 году[1]. Нынешний лев Святого Марка — работа (1870) скульптора Натале Санавио взамен уничтоженного французскими войсками в 1797 году[2]. Флагшток напротив имеет мраморное основание шестнадцатого века, богатое украшениями и горельефами. Мраморные панели с четырех сторон изображают основные добродетели[3].

- На восточной стороне площади находится древняя церковь Сан-Клементе, окруженная средневековыми домами.
- К югу, по направлению к Кафедральному собору, внушительно выделяется Лоджия Совета.
- На северной стороне площади расположены средневековые дома, среди которых выделяется готическое здание Молин.